# Cembra Lisignago
Cembra Lisignago (Zémbra e Lisgnàc in dialetto locale) è un comune italiano di 2 349 abitanti della provincia autonoma di Trento in Trentino-Alto Adige. È sito nella Val di Cembra, nella parte nord-orientale della provincia. Il comune è stato istituito il 1º gennaio 2016 dall'unione dei precedenti comuni di Cembra, che ne è il capoluogo, e Lisignago.

## Storia

### Simboli
Lo stemma e il gonfalone sono stati approvati dal Consiglio comunale il 30 novembre 2017 e approvati con deliberazione della Giunta provinciale del 13 aprile 2018 n. 26. La descrizione araldica dello stemma è stata poi rettificata con D.G.P. del 13 aprile 2018 n. 632 su richiesta del Comune di Cembra Lisignago avendo riscontrato un errore nella blasonatura inizialmente proposta.
Ornamenti esteriori da Comune.»
Lo scudo riunisce gli emblemi dei due precedenti distinti comuni: Cembra e Lisignago.
Gonfalone

## Società

### Evoluzione demografica
Abitanti censiti

## Amministrazione
| Periodo           | Periodo           | Primo cittadino     | Partito      | Carica                  | Note   |
| ----------------- | ----------------- | ------------------- | ------------ | ----------------------- | ------ |
| 1º gennaio 2016   | 8 maggio 2016     | Barbara Lorenzi     |              | Commissario prefettizio | [ 10 ] |
| 8 maggio 2016     | 21 settembre 2020 | Damiano Zanotelli   | Lista civica | Sindaco                 | [ 11 ] |
| 21 settembre 2020 | in carica         | Alessandra Ferrazza | Lista civica | Sindaco                 |        |